# 14365 Jeanpaul
14365 Jeanpaul eller 1988 RZ2 är en asteroid i huvudbältet som upptäcktes den 8 september 1988 av den tyska astronomen Freimut Börngen vid Tautenburg-observatoriet. Den är uppkallad efter författaren Jean Paul.
Asteroiden har en diameter på ungefär 3 kilometer.